# Mutoko (Simbabwe)
Mutoko, auch Mtoko, ist ein Ort mit 12.336 Einwohnern (2012) im gleichnamigen Distrikt in der Provinz Mashonaland East in Simbabwe.

## Geschichte
Um 1928 gründete der aus Bozen stammende Tropenmediziner Hans Pattis (1897–1933) in Mtoko eine Leprastation. In neuerer Zeit wurde dort ein Dorf für fast 200 Waisen von verschiedenen Hilfsorganisationen errichtet. Die AIDS-Rate bei schwangeren Frauen liegt bei 25 % und ist damit die höchste im Land.

## Geografie
Der Ort ist etwa 1250 m hoch gelegener in einem ländlichen und dünn besiedelten Gebiet. Er liegt etwa 130 km östlich von Harare im gleichnamigen Distrikt.

## Infrastruktur
Mutoko hat eine 1100 m lange und 18 m breite asphaltierte Landebahn, die militärisch als Reserve gehalten wird, und ein berüchtigtes Gefängnis für politische Gefangene, Grund- und Sekundarschule, die durch ein kanadisches Projekt mit Computern und Internetanschluss ausgestattet wurde, allerdings fehlt der umfassende Anschluss an das Elektrizitätsnetz.
Die gut frequentierte und ausgebaute Fernstraße von Harare nach Blantyre, die durch den Ort führt und in der Regenzeit vom Fluss Mvinzi regelmäßig überflutet wird, fordert ihren Tribut. Da der Grenzposten Nyamapanda nicht weit ist, reichen dessen Probleme bis hierher.

## Wirtschaft
Ein Baumschulprojekt zog und pflanzte 1990 rund 38.000 Nutzbäume. Es gibt Überlegungen zu einer Obstbaumkultur. Ein laufendes Projekt gewinnt Pflanzenöl aus dem Jirimono-Busch (Purgiernuss), der in Mutoko traditionell als Hecke gepflanzt wird. Das Öl dient als Treibstoff (Biodiesel) sowie als Grundlage der Produktion von Seife und alternativem Dünger.
Im Distrikt Mutoko werden neben den Schmucksteinen Aquamarin, Goshenit und verschiedenen Granaten unter anderem noch Kassiterit, Kyanit und Coltan (auch Columbit-Tantalit) gewonnen. Die Gooddays Mine (auch Good Days Mine) gilt zudem als Typlokalität für das von S.H.U. Bowie 1957 erstbeschriebene Mineral Grayit.
Hier gibt es Steinbrüche, in dem ein schwarzer Naturstein gewonnen wird. Dieses mit der Handelsbezeichnung Nero Assoluto Z benannte Gestein wird weltweit exportiert.

## Bevölkerungsentwicklung
Die Bevölkerungsentwicklung seit 1982.
| Jahr          | Einwohner |
| ------------- | --------- |
| 1982 (Zensus) | 4829      |
| 1992 (Zensus) | 5380      |
| 2002 (Zensus) | 9611      |
| 2012 (Zensus) | 12.336    |

## Söhne und Töchter der Stadt
- Tsitsi Dangarembga (* 1959), simbabwische Autorin und Filmemacherin